# Meridià 23 a l'oest
El meridià 23 a l'oest de Greenwich és una línia de longitud que s'estén des del pol Nord travessant l'oceà Àrtic, Groenlàndia, l'oceà Atlàntic, l'oceà Antàrtic, i l'Antàrtida fins al pol Sud.
El meridià 23 a l'oest forma un cercle màxim amb el meridià 157 a l'est. Com tots els altres meridians, la seva longitud correspon a una semicircumferència terrestre, uns 20.003,932 km. Al nivell de l'Equador, és a una distància del meridià de Greenwich de 2.560 km.

## De Pol a Pol
Començant en el pol Nord i dirigint-se cap al pol Sud, aquest meridià travessa:
| Coordenades                             | País, territori o mar            | Notes |
| --------------------------------------- | -------------------------------- | --- |
| 90° 0′ N, 23° 0′ O / 90.000°N,23.000°O  | Oceà Àrtic                       | |
| 82° 48′ N, 23° 0′ O / 82.800°N,23.000°O | Groenlàndia                      | Terra de Peary |
| 82° 17′ N, 23° 0′ O / 82.283°N,23.000°O | Fiord Independence (Groenlàndia) | |
| 82° 0′ N, 23° 0′ O / 82.000°N,23.000°O  | Groenlàndia                      | Passa a través del Fiord Danmark |
| 73° 20′ N, 23° 0′ O / 73.333°N,23.000°O | Fiord Kejser Franz Joseph        | |
| 73° 9′ N, 23° 0′ O / 73.150°N,23.000°O  | Groenlàndia                      | Illa Ymer, Illa de la Societat Geogràfica i illa Traill |
| 72° 16′ N, 23° 0′ O / 72.267°N,23.000°O | Fiord Rei Oscar                  | |
| 72° 1′ N, 23° 0′ O / 72.017°N,23.000°O  | Groenlàndia                      | Terra de Jameson |
| 70° 26′ N, 23° 0′ O / 70.433°N,23.000°O | Scoresby Sund                    | |
| 70° 5′ N, 23° 0′ O / 70.083°N,23.000°O  | Groenlàndia                      | |
| 69° 45′ N, 23° 0′ O / 69.750°N,23.000°O | Oceà Atlàntic                    | Mar de Groenlàndia |
| 66° 26′ N, 23° 0′ O / 66.433°N,23.000°O | Islàndia                         | Península de Vestfirðir |
| 66° 17′ N, 23° 0′ O / 66.283°N,23.000°O | Ísafjarðardjúp                   | |
| 66° 5′ N, 23° 0′ O / 66.083°N,23.000°O  | Islàndia                         | Península de Vestfirðir |
| 65° 33′ N, 23° 0′ O / 65.550°N,23.000°O | Breiðafjörður                    | |
| 65° 1′ N, 23° 0′ O / 65.017°N,23.000°O  | Islàndia                         | Península de Snæfellsnes |
| 64° 48′ N, 23° 0′ O / 64.800°N,23.000°O | Oceà Atlàntic                    | Passa a l'oest de l'illa de Sal, Cap Verd (a 16° 48′ N, 22° 59′ O / 16.800°N,22.983°O) · Passa a l'oest de l'illa de Boa Vista, Cap Verd (a 16° 2′ N, 22° 58′ O / 16.033°N,22.967°O) · Passa a l'est de l'illa de Maio, Cap Verd (a 15° 10′ N, 23° 6′ O / 15.167°N,23.100°O) |
| 60° 0′ S, 23° 0′ O / 60.000°S,23.000°O  | Oceà Antàrtic                    | |
| 74° 18′ S, 23° 0′ O / 74.300°S,23.000°O | Antàrtida                        | Territori Antàrtic Britànic, reclamat per Regne Unit |